# Dikhoornschaap
Het dikhoornschaap (Ovis canadensis) is een wild schaap uit de familie der holhoornigen (Bovidae). Het dier komt voor in de Rocky Mountains en andere berggebieden in het westen van Noord-Amerika. Het dankt zijn naam aan de grote gekromde hoorns van de rammen.
De soort is verwant aan het sneeuwschaap (Ovis nivicola) en om deze reden wordt deze Siberische schapensoort door sommigen als ondersoort van het dikhoornschaap gezien.

## Beschrijving
Het dikhoornschaap is een middelgrote schapensoort met een stevige nek. Hij heeft een bruine vacht, met een witte buik, achterzijde, snuit, oogvlekken en binnenzijde van de poten. De staart is kort en donkerbruin. Dieren in de woestijngebieden zijn bleker van kleur dan dieren in de bergen.
De ram heeft grote, dikke hoorns, die in een krul achter de oren lopen richting de wangen. De hoorns kunnen tot 83 centimeter lang worden en vijftien kilogram zwaar. In theorie heeft een ouder dier grotere hoorns. Een ram die tussen de zeven en tien jaar oud is, heeft vaak al een volledig gekrulde hoorn. Meestal slijten de hoorns en zijn de punten afgebroken, doordat de dieren de hoorns langs de rotsen schuren. De ooi heeft ook hoorns, maar die zijn veel korter en slanker.
Rammen zijn groter dan ooien. De ram heeft een lichaamslengte van 160 tot 185 centimeter, een schouderhoogte van 90 tot 105 centimeter, een staartlengte van 10 tot 15 centimeter en een gewicht van 58 tot 143 kilogram. De ooi heeft een lichaamslengte van 128 tot 158 centimeter, een schouderhoogte van 75 tot 90 centimeter, een staartlengte van 9 tot 13 centimeter en een gewicht van 34 tot 91 kilogram.

## Gedrag
Het dikhoornschaap is een goede klimmer en bewoont gebieden waar weinig mensen en roofdieren kunnen komen. Zijn hoeven zijn zo gebouwd, dat de dieren zonder veel problemen steile rotsen kunnen klimmen en van rots naar rots springen.
Het is een dagdier, dat in de schemering en op het midden van de dag op zoek gaat naar voedsel. Hij eet vooral grassen, zegge, kruiden en bladeren van struiken. 's Winters schakelt hij over naar houtige planten als wilg en salie. Ook likt hij aan natuurlijke likstenen voor de mineralen. In woestijnen leeft hij meer van struiken en cacti. 's Nachts gaat hij slapen op een richel of in een grot.
Dikhoornschapen worden vijftien jaar oud. De poema is de belangrijkste vijand, maar lammeren vallen regelmatig ten prooi aan steenarenden. Ook mensen jagen ze, voor het vlees en de hoorns.
Het dikhoornschaap is niet territoriaal en leeft in kudden van vijf tot vijftien dieren, bestaande uit een dominante ooi met enkele andere ooien en hun nakomelingen. Rammen leven in kleinere kudden van twee tot vijf dieren. 's Winters migreren de schapen naar de dalen. Hierbij voegen de ooien zich tot grote kudden van wel honderd dieren, met een oude ooi als leider.

## Voortplanting
De bronsttijd is van de herfst tot de vroege winter. In de aanloop naar de bronsttijd houden de mannetjes oefengevechten. Naarmate de bronsttijd dichter nadert, worden er meer oefengevechten gehouden. Tijdens de bronsttijd vechten de rammen, door met enorme snelheid de hoorns tegen die van een rivaal aan te rammen. Met een snelheid van maximaal 32 kilometer per uur lopen twee mannetjes op elkaar af, met het voorhoofd naar voren, en rammen tegen elkaar aan. Het geluid dat daaruit voortkomt is nog van ver weg te horen. Hierna lopen de dieren uit elkaar, om daarna weer om te keren en elkaar te rammen. Zo'n wedstrijd kan wel twintig uur duren. De dikhoornschapen ondervinden geen schade door deze klappen, omdat de schedel zo is gebouwd, dat hij zonder problemen de klappen op kan vangen. Overigens vechten alleen mannetjes met dezelfde hoorngrootte met elkaar. De grootte van de hoorns bepaalt de status van een ram.
De dominante ram paart met de meeste ooien. Als een bronstige ram een tochtige ooi vindt, volgt hij haar met een opgetrokken bovenlip, een opgestoken neus en een scheve kop. Als de ooi interesse heeft, zal zij een achtervolging uitlokken, waarna de paring volgt. Soms zal de ram een ooi schoppen, om ervoor te zorgen dat ze wegrent, zodat hij haar kan achtervolgen.
Na een draagtijd van ongeveer zes maanden wordt één lammetje geboren. De worp gebeurt tussen april en eind juni, op een steile, onbereikbare rotswand. Het lammetje heeft bij de geboorte een lichtgekleurde wollige vacht. Ook heeft hij kleine hoorntjes. Diezelfde dag nog kan hij al lopen en klimmen. De eerste week verstopt het lam zich terwijl moeder gaat grazen. Na deze week volgt het zijn moeder en eet hij al gras. Na vijf à zes weken wordt het lam gespeend.

## Verspreiding en leefgebied

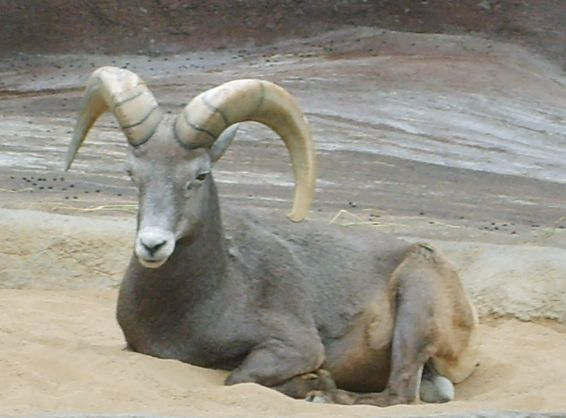
Dikhoornschaap in Burgers Zoo.

Het dikhoornschaap leeft in bergachtige streken, zowel in woestijnen als in vochtige alpenweiden. Daar bewoont hij steile rotswanden, hellingen, richels en canyons. In woestijnen is water een essentieel onderdeel voor zijn voortbestaan en bepaalt mede waar hij voorkomt. Het schaap komt voor van Zuidwest-Canada, Idaho en Montana zuidwaarts tot Californië, Arizona, New Mexico en Noord-Mexico.
Het grootste bestand dikhoornschapen in de Aaneengesloten Staten bevindt zich in de staat Wyoming, langs de Wind River.

## Ondersoorten
Er worden soms tot 7 ondersoorten onderscheiden, maar deze drie worden algemeen erkend:
- Woestijndikhoornschaap (Ovis canadensis nelsoni), woestijnen in het zuidwesten van de Verenigde Staten van Amerika en Mexico
- Californische dikhoornschaap (Ovis canadensis californiana), Sierra Nevada, Californië
- Rocky-Mountainsdikhoornschaap (Ovis canadensis canadensis), de Rocky Mountains, Canada en de Verenigde Staten